# Coirós
Coirós là một đô thị của Tây Ban Nha ở tỉnh A Coruña trong cộng đồng tự trị của Galicia.
43°15′B 8°10′T / 43,25°B 8,167°T